# Svenska cupen i fotboll 1998/1999
Svenska cupen i fotboll 1998/1999 vanns av AIK och var AIK:s tredje seger på fyra upplagor. AIK vann i finalen mot IFK Göteborg med totalt 1-0 över två matcher.

## Kvalomgångar[1]

### Omgång 1
Sennans IF - Högaborgs BK 0-6 

Sjöbo IF - Höllvikens GIF 2-1 (Golden Goal) 

Hoby GIF - Kristianstads FF 0-8 

Bjärnums GoIF - Hanaskogs IS 1-3 

AIK Atlas - Växjö Norra IF 2-5 

Skabersjö IF - Kulladals IF 0-6 

Alets IK - Helsingborgs Södra BIS 0-4 

Ramdala IF - Näsby IF 1-2 

Valby/Västra Klagstorps BK - Oxie IF 1-0 

Perstops SK - Hörvikens IF 3-0 

BK Kick - Härslövs IK 2-4 

Vellinge IF - GIF Nike 1-3  

Halasjö AIF - IFK Osby 1-4  

IF Böljan - Ljungby IF 1-2  

Sösdala IF - Asarums IF FK 3-1  

Staffanstorps GIF - Treby IF 2-3  

Derome BK - Lerbergets IF 2-3 (Golden Goal)  

Vinslövs IF - IFK Karlshamn 0-1  

Ramlösa BoIS - IFK Malmö 2-6  

Skottorps IF - Ängelholms FF 1-3  

Ödåkra IF - Ystads IF FF 1-0  

IFK Ystad- IFK Simrishamn  2-1 (Golden Goal)  

Sibbhults IF Åhus Horna BK 0-2 

BK Astrio - Klippans BIF 3-2 (Golden Goal) 

Södra Sandby IF - BK Olympic 0-1  

Liatorps IF - Limhamns IF 6-1  

Skanör/Falsterbo IF - IFK Trelleborg 0-3  

Snöstorp/Nyhems FF - BK Landora 3-1  

Bunkeflo IF - Kirsebergs IF 0-3  

IF Lödde - Malmö BI 3-2  

BK Fram - FBK Balkan  2-0  

Båstads GIF - Varbergs BoIS FC 1-2  

Kävlinge GoIF - Vinbergs IF 0-3  

Arvidstorps IK - Eslövs BK 1-3  

Bors SK - Kalmar AIK 2-6 

Varbergs GIF FF - Kinna IF 1-2  

Hovmantorps GIF - Tenhults IF 1-2  

IFK Borgholm - Älmhults IF 1-0 

Lidhults GIF - Skene IF 1-4 

IFK Påryd - Färjestads GoIF 1-4 

Västra Torsås IF - Alvesta GIF 6-0 

Timmernabbens IF - Mösterås GIF 1-5 

Lagans AIK - Hultsfreds FK 2-1 

IFK Västervik - IFK Värnamo 0-7 

Ekenässjöns IF - Hvetlanda GIF 0-1  

Vetlanda FF - IFK Lammhult 1-2  

Lessebo GIF - Stensjöns IF 1-4 

Tabergs SK - Nässjö IF 1-2 

Värnamo Södra FF - IFK Örby 0-3  

Högsby AIK - IF Hagapojkarna 2-4 

Västerviks AIS - Rödsle BK 0-4 

IF Eksjö Fotboll - Tranås FF AIF 0-3  

Räppe GoIF - Myresjö IF 0-4 

Anderstorps IF - Markaryds IF 1-3 

Slätthögs BIF - Aneby SK 3-2 

Östra SK - Bollebygds IF 5-2 

Vrigstads IF - Brämhults IK 1-0  

Habo IF - IFK Falköping 0-1  

Timmele GoIF - Holmalunds IF 0-5  

Bankeryds SK - Ekedalens SK 3-2 (Golden Goal) 

Dannike IK - Tidaholms GoIF 2-0  

Smålandsstenars GIF - Vårgårda IK 2-2 Fulltid (7-5 Straffsparksläggning) 

Unnaryds GoIF - IK Tord 1-3  

Mariedals IK - Jönköpings Södra IF 1-2 

Örserums IK - Husqvarna FF 1-2 (Golden Goal) 

Bredaryds IK - Gerdskens BK 3-2 (Golden Goal) 

Gällstads AIS - Skara FC 3-1 

Skepplanda BTK - GAIS 0-2  

Rydboholms SK - IF Warta 3-0  

Kållereds SK - Allingsås IF 4-2  

Wargöns IK - Slätta Damm BK 2-6  

Horreds IF - Grimsås IF 0-6  

Guldhedens IK - Ulricehamsn IFK 0-1 

Sandhults SK - IFK Trollhättan 3-3 Fulltid (4-7 Straffsparksläggning) 

Tråvads IF - Askims IK 0-3  

Kaverös BK - Jungs IF 4-0 

Inlands IF - Ulvåkers IF 5-4 (Golden Goal)  

Arvesgärde IF IFK Hällingsjö 1-0 

Vänersborgs IF - IF Heimer 2-3 

IFK Mariestad - Mossens BK 1-4 

Henåns IF - Backa IF 2-0 

Bergsjö IF - Gbg-Lysekils FF 1-4 

Älvängens IK - Mariestads BK 2-1 (Golden Goal) 

Sävedalens IF - Ytterby IS 1-3 

Sandarna BK - Trollhättans FK 1-0 

Skogens IF - Torslanda IK 0-1 

Vallens IF - Trolhättans BoIS 3-0  

Lindome GIF - IFK Uddevalla 2-1  

Gilleby IF - Göteborgs FF 0-1  

Stenstorps IF - Skövde AIK 1-4 

Stala IF - Landvetter IS 3-12 

Näsets SK - Åsa IF 3-0  

Bullarens GoIF - Grebbestads IF (Bullaren lämnade Walk over till Grebbestad) 

Åsarps IF - Qviding FIF 1-2  

Kortedala IF - IFK Fjärås 2-3  

### Omgång 2
Sjöbo IF - Högaborgs BK 0-7 

Växjö Norra IF - Kristianstads FF 4-0 

Hanaskogs IS - Kulladals IF 2-6 

Näsby IF - Helsingborgs Södra BIS 3-5 

Perstorps SK - Härlövs IK 3-2 

Valby/Västra Klagstorps BK - IFK Osby 4-2 

Sösdala IF - IFK Malmö FK 4-2 

Lerbergets IF - IFK Ystad 3-1  

Treby IF - Ängelholms FF 1-4 

Ödåkra IF IFK Karlshamn 7-1  

Listorps IF - BK Astrio 1-2 

IF Lödde - Åhus Horna BK 0-2  

Snöstorp/Nyhems FF - BK Olympic 2-3 (Golden Goal) 

BK Fram - IFK Trelleborg 1-1 (5-3 straffar) 

Varbergs BoIS FC - Kirsebergs IF 3-2 

Kinna IF - Vinbergs iF 3-0  

Eslövs BK - Skene IF 3-0  

IFK Borgholm - Kalmar AIK 0-6  

Tenhults IF - Mönsterås GIF 4-1  

Lagans AIK - Färjestadens GoIF 0-1  

Västra Torsås IF - IFK Värnamo 1-2 

IFK Lammhult - Hvetlanda GIF 2-3 (Golden Goal)  

Rödsle BK - IFK Örby 0-4  

Stensjöns IF - Nässjö IF 0-5  

IF Hagapojkarna - Myresjö IF 0-2  

Markaryds IF - Tranås FF AIK 2-2 (6-5 straffar) 

Slätthögs BoIF - Östra SK 2-2 (4-6 straffar) 

IFK Falköping - Holmalunds IF 0-1 

Dannike IK - Vrigstads IF 1-3  

Bankeryds SK - IK Tord 3-1  

Smålandsstenars GIF - Gällstads AIF 4-1  

Jönköping Södra IF - Husqvarna FF 2-0 

Bredaryds IK - GAIS 1-2 

Rydboholms SK - Kållereds SK 2-3 (Golden goal) 

Ulricehamns IFK - Grimsås IF 1-0 (Golden goal)  

Arvesgärde IF - BK Slätta Damm 3-2 

IFK Trollhättan - Mossens BK 3-0  

Inlands IF - IF Helmer 2-4  

Henåns IF - Askims IK 2-3  

Kaverös BK - Lysekils FF 1-2 (Golden goal)  

Älvänges IK - Sandarna BK 4-1  

Ytterby IS - Skövde AIK 1-2 (Golden goal)  

Vallens IF - Torslanda IK 1-4  

Göteborgs FF - Qviding FIF 3-5 

Lindome GIF - IFK Fjärås 2-1  

Landvetter IS - Näsets SK 2-3 (Golden goal)  

Nödinge SK - Grebbestads IF 3-0  

Kungshamns IF - IK Oddevold 0-4  

Brålanda IF - Bengtsfors iF 1-4  

Frändefors IF - Skärhamns IK 2-3  

Håfreströms IF - Stångenäs AIK 0-1  

Högsäters GF - Melleruds IF 3-2 (Golden goal)  

Kroppefjälls IF - Åsebro IF 1-8  

Ödsmåls IK - IK Kongahälla 0-5 

IF Viken - Säffle FF 2-3  

Gullspångs IF - IFK Kumla FK 0-4  

Söderköpings IS - Gullringens GoIF 1-9  

Falköpings FK - BK Forward 1-2  

Assyriska IF - Hemgårdarnas BK 1-3  

Tibro AIK - KB Karlskoga FF 2-5 

Grebo IK - Mjölby AI FF 0-3 

IF Tymer - IK Sturehov 0-4  

Ljungsbro FF - Ringarums IF 1-2  

Kimstads GoIF - Hjulsbro IK 0-6  

Malmslätts AIK - Lemunda / Starka Viljor iF 2-1 (Golden goal)  

Eneby BK - Linköpings FF 2-7  

BK Wolfram - BK Zeros 3-1  

Bråtens IK - Hovsta IF 4-0 

IFK Motala - Finspångs BK 2-4 

Nora BK - Bäckalunds IF (Bäckalunds IF lämnade walk over till Nora BK)  

Filipstads FF - Sköllersta IF 1-2 (Golden goal)  

Köping FF - Nyköpings BIS 5-3  

Rottneros IK - SK Sifhälla 2-0  

Vivalla-Lundby IF - Forshaga IF 1-2  

IFK Skoghall - IFK Ölme 0-3  

Wedevågs IF - IFK Kristinehamn 2-1  

Strömstorps IK - Karlslunds IF HFK 3-2  

Arboga Södra IF - Hertzöga BK 2-3 (Golden goal)  

Norrstrands IF - Fjugesta IF 9-1  

Torsby IF - Karlstads BK 1-2  

IF Franke - Bollstanäs SK 3-2 (Golden goal)  

Villastadens IF - Örebro SK Ungdom 0-4 

Götlunda IF Enköpongs SK FK 0-2  

Ransta IK - IF Vesta 0-6  

Bro IK - Bälinge IF 0-5  

IK Oden - Härad IF 1-4  

Rådmansö SK - IFK Österåker FK (Rådmansö SK lämnade walk over till Österåker FK)  

Dingtuna GIF - IF Vindhemspojkarna 0-5  

Akropolis IF - Skiljebo SK 3-5  

Skultuna IS - IK Bele 3-1  

IF Frej - Valsta Syrianska IK 3-6  

Hallstahammars SK - Kungsängens IF 6-2  

Bie GoIF - Syrianska Föreningen, S-tälje 0-6  

Hässelby SK - Västerås IK 2-2 (6-7 Straffar)  

Kungsörs SK - Täby IS 7-4  

IFK Nyköping - Västerhaninge IF 3-1  

Skrå IK - IFK Eskilstuna 0-8  

Kolsva IF - IFK Stockholm (Stockholm lämnade walk over till Kolsva IF)  

IK Standard - Enebybergs IF 0-4  

Bromstens IK - Fårösunds GoIK 1-1 (5-4 straffar)  

Ekerö IK - Tyresö FF 1-2  

Essinge IK FK - Heby AIF 1-2  

Solberga BK - Säters IF FK  1-3 

Sala FF - Gimo IF FK 1-1 (7-8 straffar)  

Värmdö IF - Gideonsbergs IF 1-1 (2-5 straffar)  

Skinnskattebergs SK - IFK Viksjö 2-3  

Norrskedika IF - IFK Västerås FK 0-5  

Reymersholms IK - BKV Norrtälje 1-4  

Rimbo IF - Spånga IS FK 1-7  

Arameiska/Syriabnska KIF - Östermalms IS 0-1  
 
IFK Tumba - Hargs BK 0-1  

Ängby IF - Värtans IK 2-4  

Flens IF - Oxelösunds IK 3-2 (Golden goal)  

Värmbols FC - Huddinge IF 1-2  

Tullinge TP - Gustavsbergs IF 2-3  

## Slutomgångar

### Finaler
AIK vann finalen av Svenska cupen mot IFK Göteborg med totalt 1-0 efter att ha vunnit hemma på Råsunda med 1-0 och spelat 0-0 i Göteborg.